# Hymenium

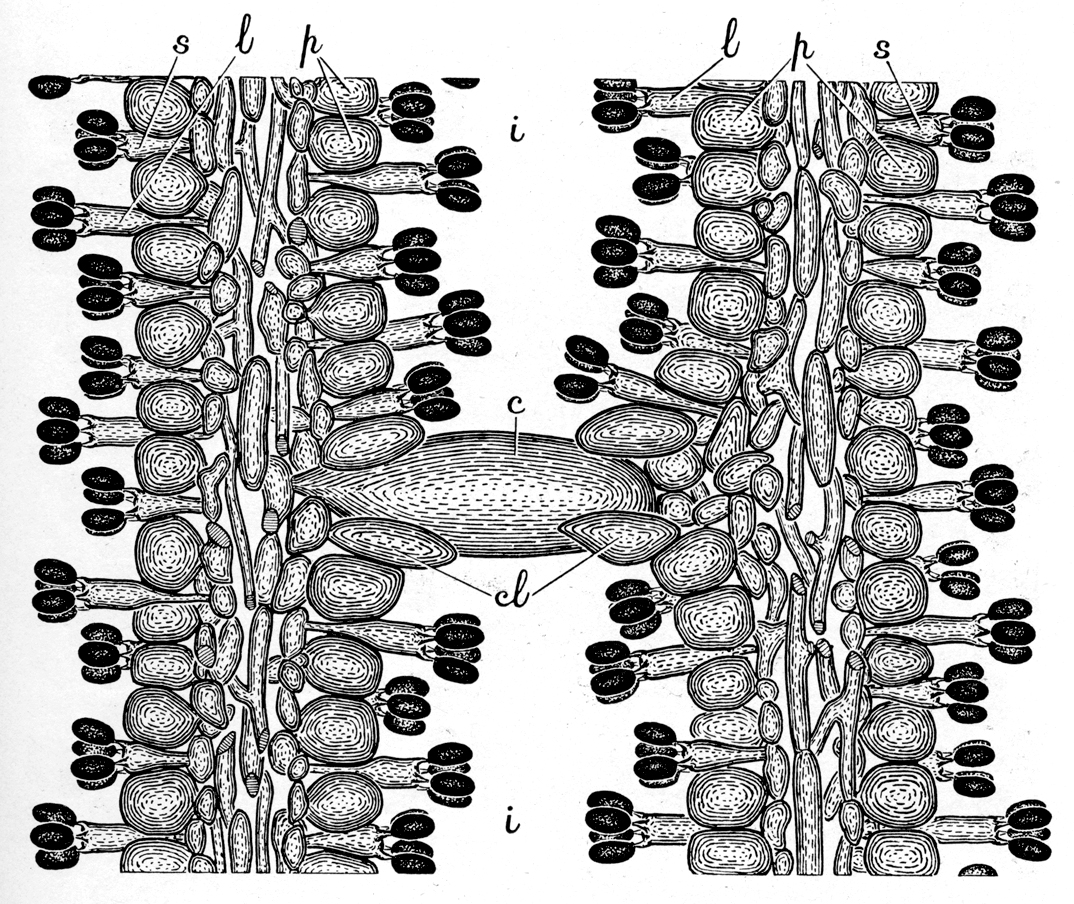
Przekrój przed dwie blaszki czernidłaka srokatego. Po każdej stronie blaszki jest hymenium
s – krótkie podstawki, l – długie podstawki, p – parafizy, c – cystyda, cl – cystydiole, i -przestrzeń międzyblaszkowa

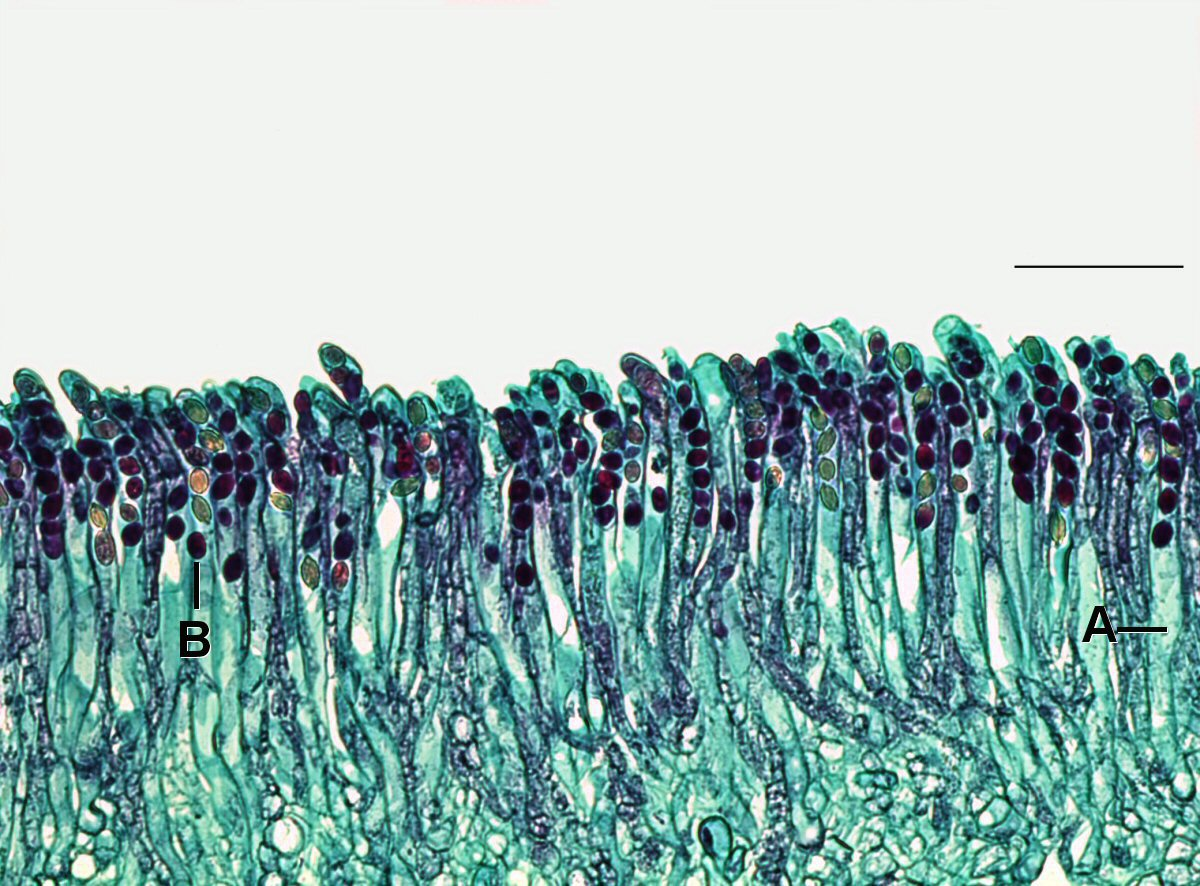
Mikroskopowe zdjęcie hymemium smardza
A – worek, B – zarodniki

Hymenium, obłocznia (obłócznia), warstwa hymenialna, warstwa rodzajna – warstwa grzybni u grzybów, w której wytwarzane są zarodniki. Występuje ona w owocnikach u podstawczaków i workowców. Nazwę obłocznia (obłócznia) stosuje się zwykle dla określenia warstwy rodzajnej u podstawczaków
Hymenium składa się z elementów rozrodczych – podstawek (basidium) lub worków (ascus) – oraz elementów płonnych, np. bazydiole, cystydy, cystydiole, pseudocystydy, parafizy, szczecinki, hyfidy. U podstawczaków część owocnika, w której występuje hymenium, nosi nazwę hymenoforu, warstwa komórek leżących bezpośrednio pod hymenium nosi nazwę subhymenium. Worki lub podstawki ułożone są na ogół ściśle obok siebie, palisadowo. U niektórych grzybów występuje specyficzny rodzaj hymenium zwany katahymenium.
Typy hymenium u workowców:
- plektaskalny – worki układają się nieregularnie, nie tworzą wyraźnej warstwy, ewentualnie zebrane są w pęczki. Występuje u prymitywnych form;
- askohymenialny – worki ułożone są w jednej, zwartej warstwie, często łącznie z parafizami. Najczęściej spotykany typ hymenium;
- askoskularny – worki tworzą się w wolnych przestrzeniach podkładek[3].

Miejsca występowania hymenium u podstawczaków:
- po obydwu stronach blaszek
- w rurkach na dolnej stronie kapelusza
- na kolcach
- u wnętrzniaków – wewnątrz perydium
- na hymenialnej powierzchni grzybów resupinowatych (rozpostartych)[1].